# Barre (Massachusetts)
Barre – miasto w Stanach Zjednoczonych, w stanie Massachusetts, w hrabstwie Worcester.